# هیدتاکا یامادا
هیدتاکا یامادا (انگلیسی: Hidetaka Yamada؛ زادهٔ ۲۲ ژوئن ۱۹۷۶) بدمینتون‌باز اهل ژاپن بود.